# Cuatro caminos (álbum)
Cuatro Caminos es el quinto álbum de estudio de la banda de rock alternativo Café Tacvba, lanzado al mercado por Universal Music Group de México el 1 de julio de 2003. 
El nombre del álbum hace referencia a la zona de Cuatro Caminos, en Naucalpan, al norte de la Ciudad de México, sitio donde antes existió el Toreo de Cuatro Caminos así como la estación Cuatro Caminos del Metro de la Ciudad de México por la cual se accede a la colonia de donde es originaria la banda y donde ensayaba; además de ser un juego de palabras aludiendo al hecho de las visiones y formas diferentes en la que los miembros de la agrupación se relacionan con la música.
Rubén Albarrán utilizó el seudónimo de Élfego Buendía. Este fue el primer disco de Café Tacvba en el que se usan batería y percusiones reales en lugar de caja de ritmos.

## Lista de canciones
1. «0 y 1» (Joselo Rangel) - 3:53
2. «Eo» (Emmanuel del Real) - 2:15
3. «Mediodía» (Enrique Rangel) - 3:57
4. «Qué pasará» (Rubén Albarrán) - 2:21
5. «Camino y vereda» (Café Tacvba) - 4:06
6. «Eres » (Emmanuel del Real) - 4:30
7. «Soy o estoy» (Café Tacvba) - 2:50
8. «Encantamiento inútil» (Café Tacvba) - 6:30
9. «Recuerdo prestado» (J. Rangel) - 3:31
10. «Puntos cardinales» (Café Tacvba) - 4:44
11. «Desperté» (Del Real) - 3:10
12. «Tomar el fresco» (J. Rangel) - 3:00
13. «Hoy es» (Del Real/Alejandro Flores/R.Albarrán) - 5:02
14. «Hola adiós» (R.Albarrán) - 3:42
15. «Cuatro caminos» (R.Albarrán) - 4:27

## Certificaciones
| País   | Organismo certificador | Certificación | Ventas certificadas | Ref   |
| ------ | ---------------------- | ------------- | ------------------- | ----- |
| México | AMPROFON               | Oro           | 50.000              | [ 2 ] |